# Olib
Olib (italijansko: Ulba) je nizek, razmeroma gosto poraščen severnodalmatinski otok z istoimenskim obalnim naseljem. Leži v severnem Jadranu vzhodno od Silbe in je del Zadarskega arhipelaga. S površino 26,14 km² se uvršča med srednje velike hrvaške otoke.

## Geografija
Olib, na katerm stoji svetilnik, je precej raven otok s površino 26,14 km². Otok, ki meri v dolžino 9,5 km ima 33,340 km dolgo obalo. Najvišja točka je 72 mnm visoki vrh Kalac. Otok je prepreden s kratkimi suhimi dolinami, ki na obali preidejo v manjše zalive. Na zahodni obali je največji zaliv Luka Olib, ki je primerno sidrišče za jadrnice in manjše ladje. Na vzhodni obali pa leži znatno plitvejši zaliv Slatnica. Južno od edinega naselja na otoku so še trije manjši zalivčki: Banve, Sv. Nikola in Južna Slatina v katerih je možno sidranje plovil. Zalivček Sv. Nikola, ki ima globino morja do 8 m, je daje dobro zavetje plovilom pred udarci burje.
Otok je brez naravnih izvirov  in površinskih vod. Na zahodnem delu otoka, zaščitenim pred burjo uspeva bujna vegetacija, na vzhodnem in južnem delu otoka pa so obširni pašniki na katerih pasejo ovce. Za pašo domačini uporabljajo tudi sosednje otočke: Planik, Planičić in Morovnik. Edino naselje na otoku je Olib, ki leži ob zalivu Luka Olib ima manjše pristanišče.

## Prebivalstvo
Na otoku stalno živi 140 prebivalcev (popis 2011).

## Gospodarstvo
Poleg turizma se domačini ukvarjajo še s poljedelstvom. Glavni pridelki so: vino, oljčno olje in sir.

## Zgodovina
Olib je bil naseljen že v rimski dobi. V 10. stol. je bil v starih listinah omenjen kot Aloep. Leta 1409 ga Benečani dajo v zakup zadarskim družinam. Župnijska cerkev v naselju Olib je bila postavljena 1632 in obnovljena 1868. V cerkvi hranijo dvajset glagoliških kodeksov iz 16. do 19. stoletja. Na vhodu v pristanišče stoji stolp Kaštel iz 17. stol. V zalivu Ravne so ostanki naselja iz rimske dobe (temelji hiš) in ruševine  triladijske cerkve sv. Pavla s samostanom, ki pa je bil zapuščen in porušen okoli leta 1200.